# 新贝里斯拉夫
新贝里斯拉夫（烏克蘭語：Новоберислав），又按俄语读音译为新別里斯拉夫，是烏克蘭南部赫爾松州贝里斯拉夫区贝里斯拉夫市镇内的村落。始建於1839年，面積34.9平方公里，海拔高度39米，2001年人口1,058，人口密度每平方公里30.4人。